# Cissus barbeyana
Cissus barbeyana là một loài thực vật hai lá mầm trong họ Nho. Loài này được De Wild. & T.Durand miêu tả khoa học đầu tiên năm 1900.